# The Sisters (dramat)
The Sisters – tragedia angielskiego poety i dramaturga Algernona Charlesa Swinburne’a, opublikowana w Nowym Jorku w 1892 nakładem United States Book Company. Jest opatrzony dedykacją: To the/Lady Mary Gordon/This play is garetefully inscribed/by her affectionate/nephew. Utwór jest napisany wierszem białym. 
Zobacz też: 
- Atalanta w Kalidonie,
- The Duke of Gandia